# Scanner à livre

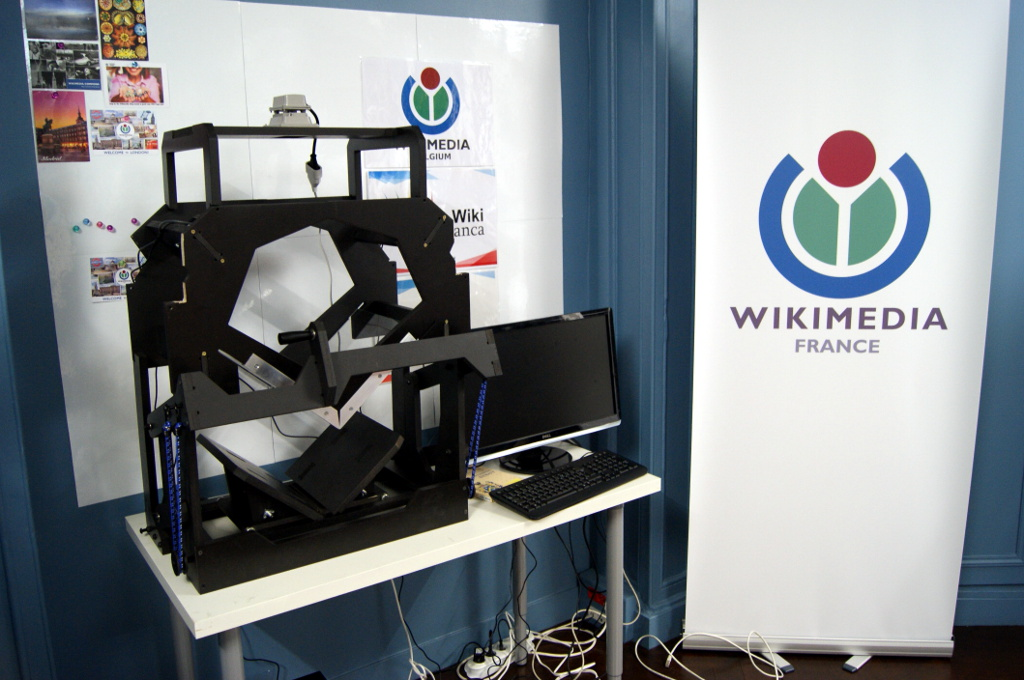
Bookscanner de Wikimédia France

Un scanner à livre ou bookscanner est un appareil permettant de numériser des livres papiers. Il existe de nombreux modèles de scanners à livres dont les capacités varient. En dépit du nom "scanner", tous les "scanneurs à livres" n'utilisent pas un scanner.